# Edmund Hall-Patch
Edmund Leo Hall-Patch, född 1896, död 1975, var en brittisk politiker.
Edmund Hall-Patch var biträdande understatssekreterare i finansministeriet 1935–1944 och blev 1944 biträdande understatssekreterare i utrikesministeriet. Han utsågs 1948 till ordförande i exekutivutskottet i Organisationen för europeiskt ekonomiskt samarbete (OEEC) i Paris.